# Chamaeleo monachus
Chamaeleo monachus este o specie de cameleon din genul Chamaeleo, familia Chamaeleonidae, ordinul Squamata, descrisă de Gray 1865. A fost clasificată de IUCN ca specie cu risc scăzut. Conform Catalogue of Life specia Chamaeleo monachus nu are subspecii cunoscute.